# Alice (1988)
Něco z Alenky (bra/prt: Alice) é um filme teuto-britano-suíço-checoslovaco de 1988, do gênero fantasia, realizado e escrito por Jan Svankmajer, baseado no romance Alice no País das Maravilhas, de Lewis Carroll.

## Prémios
- Nomeação para Melhor Filme no Fantasporto de 1989.[carece de fontes?]
- Vencedor do prémio de Melhor Filme no Festival de cinema de animação de Annecy.[carece de fontes?]